# Вулиця Юності (Сіверськодонецьк)
Ву́лиця Юності — вулиця у Сіверськодонецьку довжиною 1 780 метрів. Починається від перетину з вулицею Сосновою. Перетинає вулицю Сметаніна, бульвар Незалежності України і вулицю Енергетиків. В неї впираються вулиці Бузкова, Північна, Чайковського, Лермонтова, Абрикосова, Дачна, Квіткова, Мирошниченка і Гоголя. Закінчується на перетині з проспектом Хіміків. Забудована одноповерховою (в районі «Лікарняного містечка») і багатоповерховою забудовою.
До 2017 року носила назву Жовтнева вулиця.

## Галерея

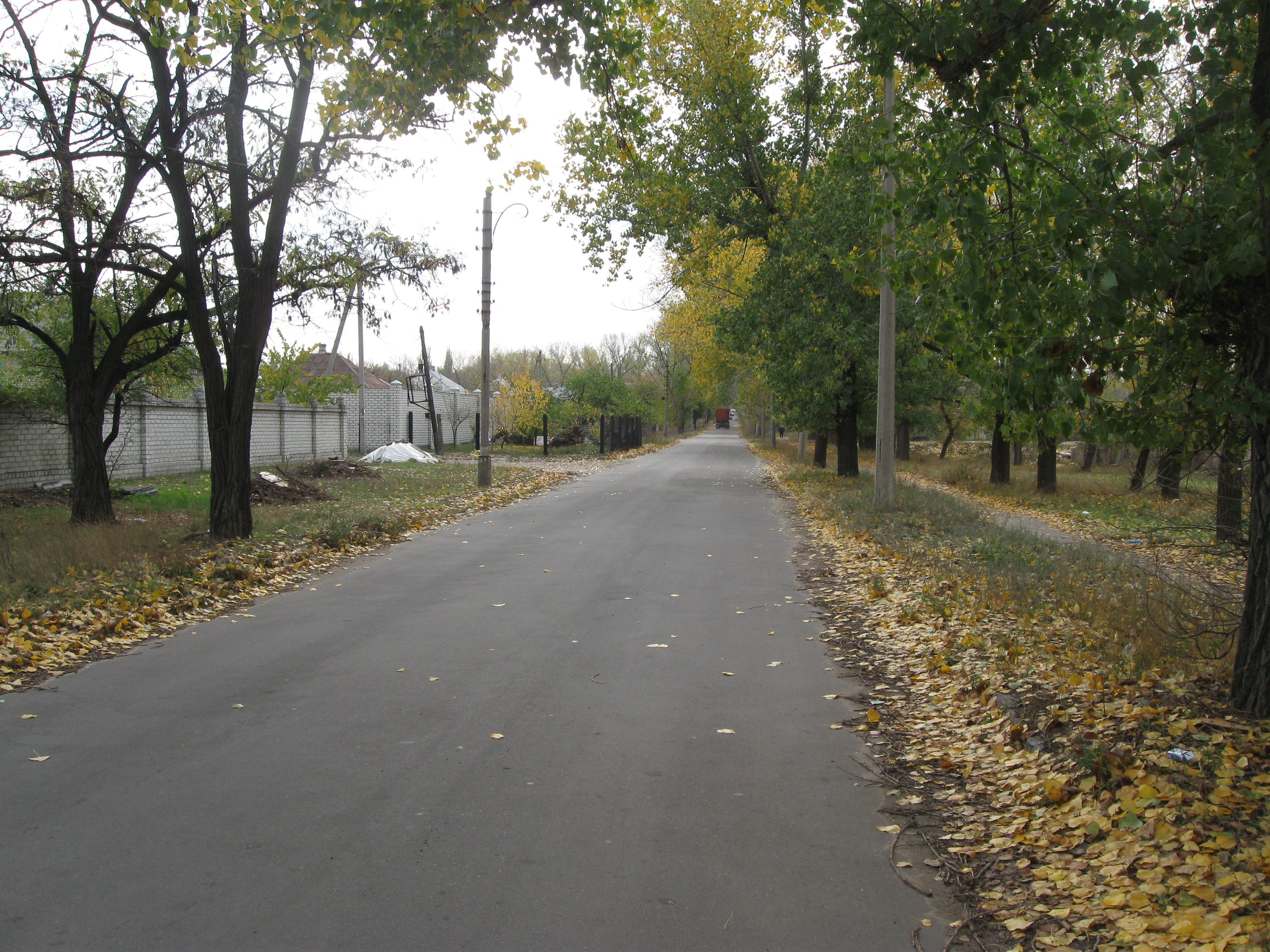
Вигляд в районі «Лікарняного містечка»
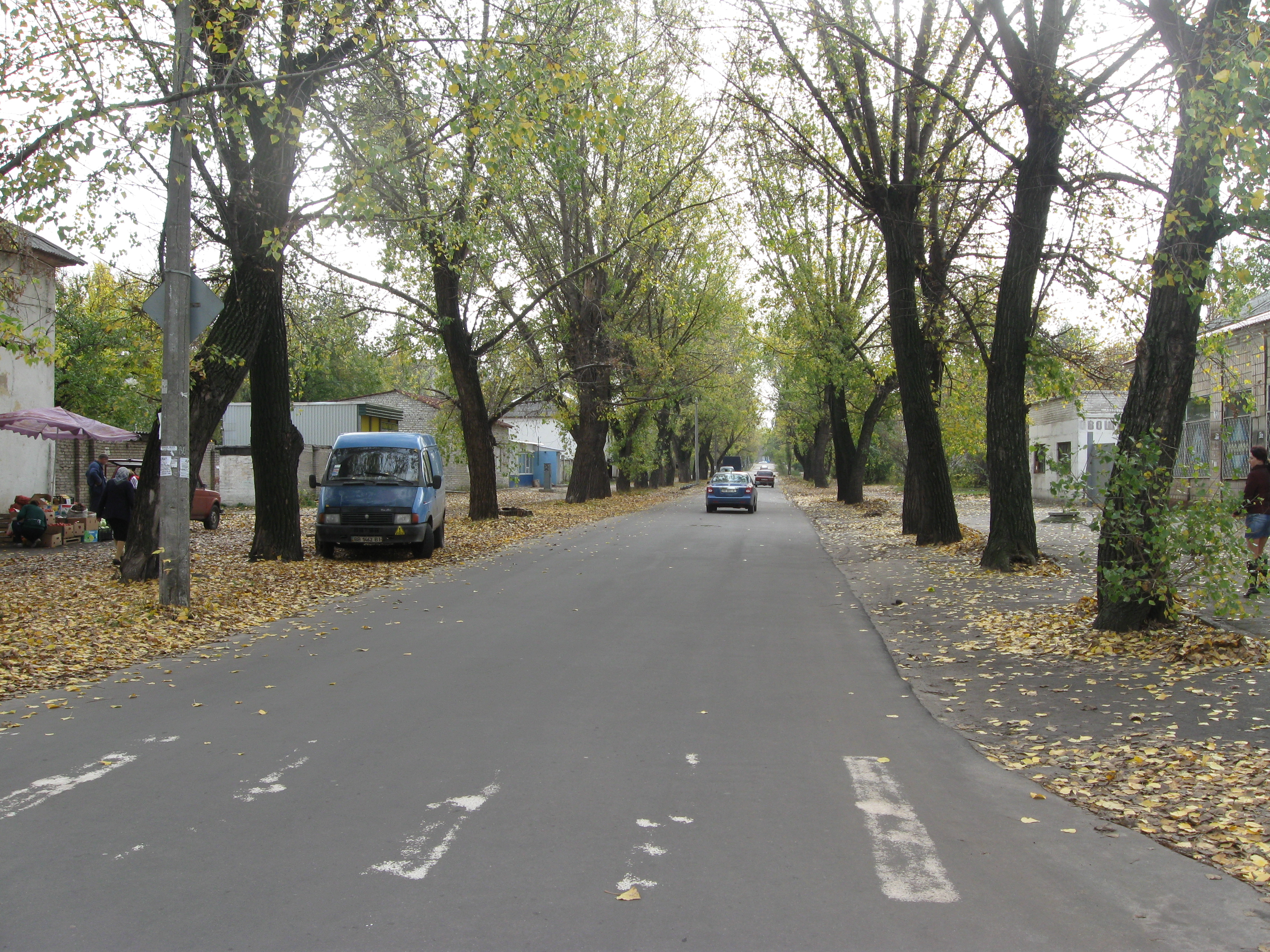
Вигляд з бульвару Незалежності України